# 글리코젠

글리코젠의 2차원 단면도. 글리코제닌의 핵심 단백질은 포도당 단위체의 가지로 둘러싸여 있다. 전체 구형 과립은 약 30,000개의 포도당 단위체를 포함할 수 있다.

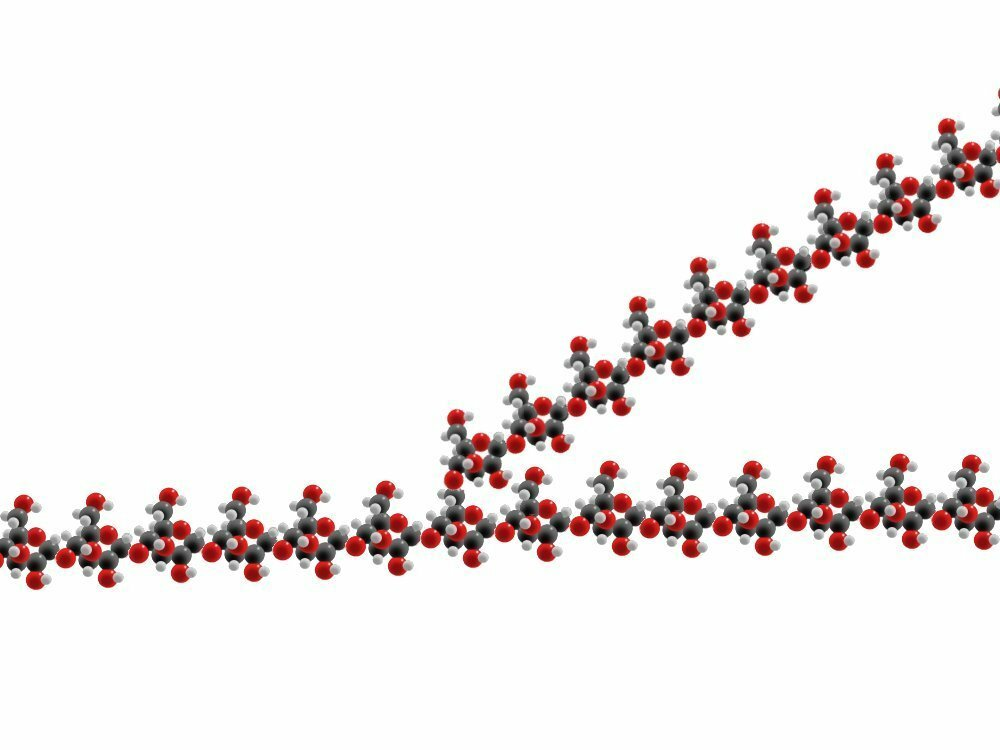
글리코젠 분자 내 포도당 단위체의 단일 가지 가닥의 분자 구조.

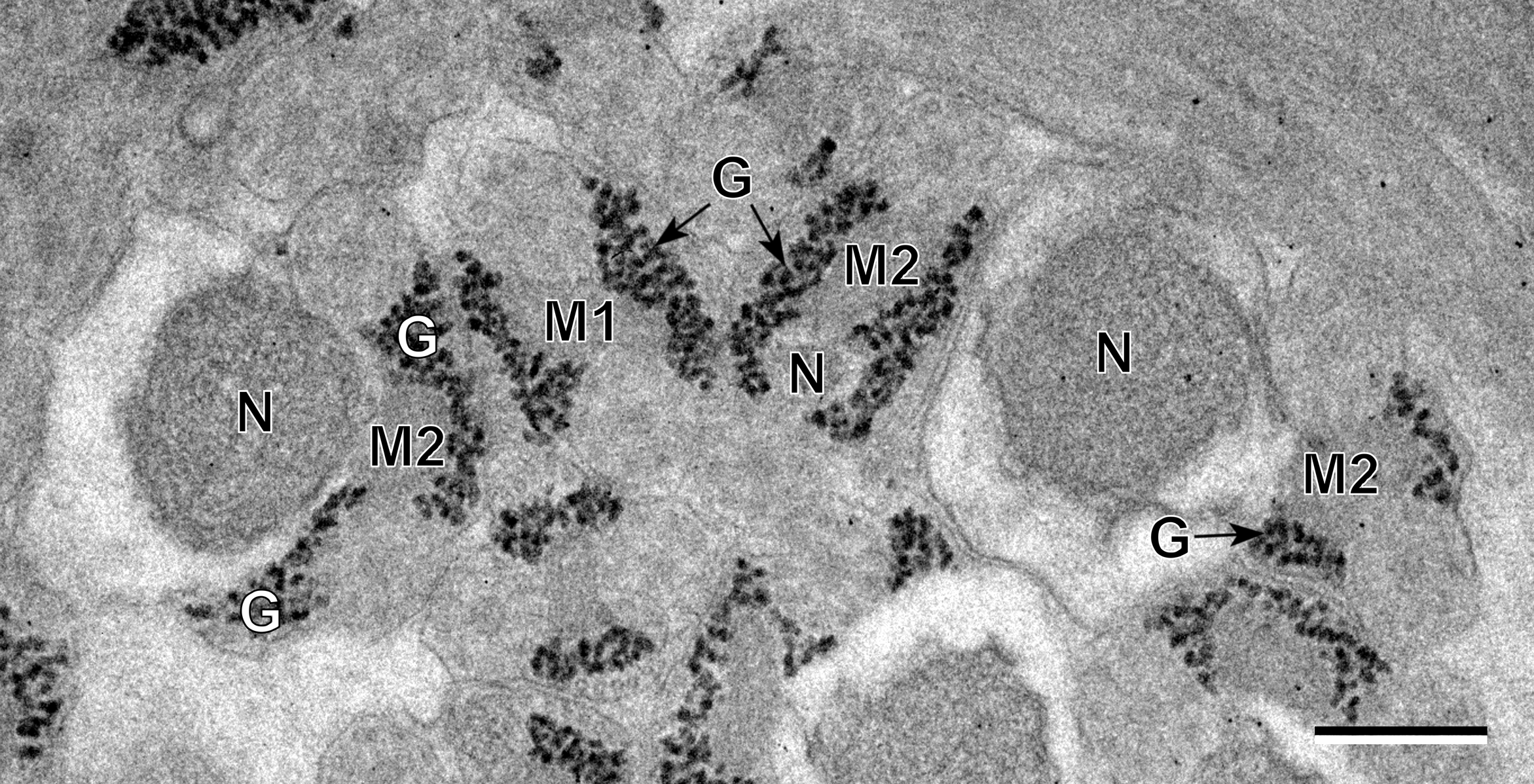
편형동물의 정자 내의 글리코젠(검은색 과립). 투과 전자 현미경, 눈금: 0.3 µm

글리코젠(영어: glycogen) 또는 글리코겐(독일어: Glykogen)은 사람, 동물, 균류, 세균에서 에너지 저장의 한 형태로 작용한다. 포도당(glucose)을 기본으로 하며 복잡한 가지 구조를 가지고 있는 다당류, 중합체이다. 글리코젠의 구조는 체내 포도당의 주요 저장 형태를 나타내고 있다.
글리코젠은 두 가지 장기 에너지 저장 형태 중 하나로 기능하며, 다른 한 가지 형태는 지방 조직(즉, 체지방)의 트라이글리세라이드이다. 사람에서 글리코젠은 주로 간과 골격근의 세포에서 만들어지고 저장된다. 간에서 글리코젠은 장기 무게의 5~6%를 차지할 수 있고, 70 kg의 체중을 가진 성인의 간은 약 100~120 g의 글리코젠을 저장할 수 있다. 골격근에서 글리코젠의 낮은 농도(근육 질량의 1~2%)로 발견되며, 70 kg의 체중을 가진 성인의 골격근은 약 400 g의 글리코젠을 저장한다. 체내에 특히 골격근과 간에 저장되는 글리코젠의 양은 주로 신체 활동, 기초대사율, 식습관에 따라 차이가 난다. 소량의 글리코젠은 콩팥, 적혈구, 백혈구 및 뇌의 신경교세포를 비롯한 다른 조직과 세포에서도 발견된다. 임신 중에 자궁은 배아에 영양을 공급하기 위해 글리코젠을 저장한다.
사람의 혈액 속에는 대략 4 g의 포도당이 항상 존재한다. 단식 중인 경우 간과 골격근에 저장된 글리코젠을 소비하기 때문에 혈당량은 일정 수준으로 유지된다. 골격근에 글리코젠을 저장하는 것은 근육에는 없다. 근육에서 글리코젠의 분해는 근육의 포도당 흡수를 방해하여 다른 조직에서 사용할 수 있는 혈당량을 증가시킨다. 간에 글리코젠을 저장하는 것은 신체 전반에 걸쳐, 특히 중추신경계에 사용하기 위한 포도당의 저장소로 역할을 한다. 사람의 뇌는 단식하거나 활발한 활동을 하지 않는 사람에서 혈당량의 약 60%를 소비한다.
글리코젠은 식물에서 에너지 저장 기능을 하는 포도당의 중합체인 녹말과 화학적으로 유사하다. 글리코젠은 아밀로펙틴(녹말의 구성 성분)과 유사한 구조를 가지고 있지만, 녹말보다 광범위하게 가지가 나있고, 보다 조밀하다. 글리코젠과 녹말은 둘 다 건조 상태에서는 흰색 분말이다. 글리코젠은 많은 세포 유형에서 세포기질/세포질에서 과립의 형태로 발견되며, 중요한 역할을 한다. 글리코젠은 포도당에 대한 갑작스런 필요를 충족시키기 위해 신속하게 동원될 수 있는 에너지 비축물을 형성하지만, 트라이글리세라이드(지질의 한 종류) 보다 덜 조밀하다. 글리코젠은 많은 기생성 원생동물에서도 에너지 저장 물질로 발견된다.

## 구조

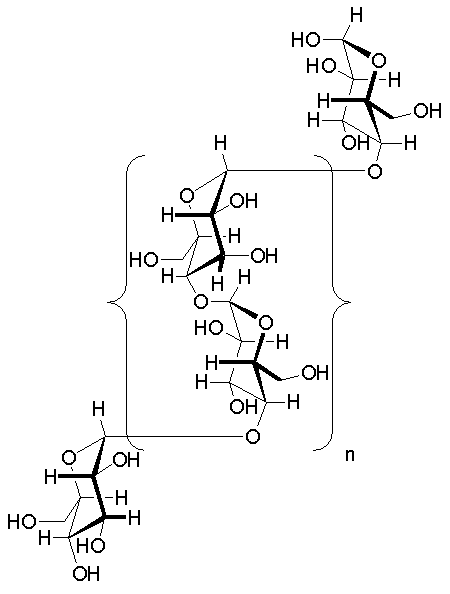
글리코젠 분자 내의 α(1→4) 글리코사이드 결합.

글리코젠 분자 내의 α(1→4) 글리코사이드 결합과 α(1→6) 글리코사이드 결합.

글리코젠은 약 8~12개의 포도당 잔기마다 가지를 가지고 있는 분지형의 생체고분자이다. 포도당 단위체들은 α(1→4) 글리코사이드 결합에 의해 선형으로 연결된다. 가지는 새로운 가지의 첫번째 포도당과 줄기 사슬의 포도당 사이에 α(1→6) 글리코사이드 결합으로 연결된다.
글리코젠이 합성되는 방식 때문에 모든 글리코젠 과립은 그 핵심에 글리코제닌 단백질을 가지고 있다. 글리코제닌은 글루코실 전이효소(glucosyltransferase) 활성을 가지고 있는 단백질로, 글리코젠의 중심부에 이합체로 존재한다. 글리코제닌은 글리코젠의 한쪽 환원 말단에 공유결합된 상태로 과립 안에 묻혀 있다. 글리코젠이 가지고 있는 많은 수의 비환원 말단들은 글리코젠의 빠른 합성과 분해를 가능하게 한다.
근육, 간 및 지방세포의 글리코젠은 글리코젠 1 g 당 0.45 밀리몰(18 mg)의 칼륨과 연관된 글리코젠의 부분 당 3 또는 4 부분의 물로 구성된 수화된 형태로 저장된다.

## 기능

### 간
탄수화물 또는 단백질을 함유한 식사가 섭취되고 소화되면 혈당량이 증가하고 이자에서 인슐린이 분비된다. 간문맥을 거쳐 나온 혈당은 간세포로 들어간다. 인슐린은 간세포에 작용하여 글리코젠 생성효소를 포함한 여러 효소들의 작용을 자극한다. 포도당 분자는 인슐린과 포도당이 충분하게 남아있는 한 글리코젠 사슬에 첨가된다. 식사 후에 간은 간에서 방출되는 것보다 많은 포도당을 혈액으로부터 흡수한다.
음식물이 소화되고 포도당 수치가 떨어지기 시작하면 인슐린 분비가 감소하고, 글리코젠 합성이 중단된다. 에너지가 필요할 때 글리코젠은 분해되어 다시 포도당으로 전환된다. 글리코젠 포스포릴레이스는 글리코젠 분해의 주요 효소이다. 다음 8~12 시간 동안 간의 글리코젠으로부터 분해된 포도당은 신체의 나머지 부분에서 연료로 사용되는 혈당의 주요 공급원이다.
이자에서 생성되는 또 다른 호르몬인 글루카곤은 인슐린과 길항작용을 한다. 인슐린의 수치가 정상보다 낮아지면(혈당량이 정상 범위 이하로 떨어지기 시작하면), 글루카곤의 분비량이 증가하고 글리코젠의 분해와 포도당신생합성(다른 공급원으로부터 포도당의 생성)을 자극한다.

### 근육
골격근의 글리코젠은 근육 세포에 사용가능한 포도당의 즉각적인 예비 공급원으로 작용하는 것으로 보인다. 글리코젠을 소량 포함하는 다른 세포들도 글리코젠을 국지적으로 사용한다. 근육 세포는 포도당을 혈액으로 전달하기 위해 필요한 포도당 6-포스파테이스(포도당 6-인산가수분해효소)가 부족하기 때문에 근육 세포에 저장된 글리코젠은 근육 세포 내에서만 사용될 수 있으며 다른 세포에 공유되지 않는다. 이는 간세포와 대조되는데 간세포는 필요에 따라 저장된 글리코젠을 포도당으로 분해하여 혈류를 통해 다른 장기에 연료로 보낸다.

## 역사
글리코젠은 클로드 베르나르에 의해 발견되었다. 베르나르의 실험은 간이 환원당을 생성시킬 수 있는 물질을 포함하고 있다는 것을 보여주었다. 1857년까지 베르나르는 "la matière glycogène" 또는 "당 형성 물질(sugar-forming substance)" 이라고 불리는 물질의 분리에 대해 설명했다. 간에서 글리코젠이 발견된 직후 A. 산손(A. Sanson)은 근육 조직에도 글리코젠이 있음을 발견했다. 글리코젠의 실험식 (C6H10O5)n 은 1858년 아우구스트 케쿨레에 의해 확립되었다.

## 물질대사

### 합성
글리코젠의 합성은 글리코젠의 분해와 달리 흡열 반응(에너지의 투입이 필요함)이다. 글리코젠 합성을 위한 에너지는 UDP-포도당 피로포스포릴레이스에 의해 UTP와 포도당 1-인산이 반응해서 형성되는 UDP-포도당에서 비롯된다. 글리코제닌은 호모다이머(homodimer)이기 때문에 글리코젠의 환원 말단을 위한 2개의 티로신 앵커(anchor)를 갖는 단백질인 글리코제닌에 의해 글리코젠의 초기 합성 반응은 UDP-포도당으로부터 포도당이 글리코제닌으로 전이됨으로써 일어난다. 티로신 잔기에 약 8개의 포도당 분자가 첨가된 후, 글리코젠 생성효소는 UDP-포도당을 사용하여 글리코젠 사슬의 환원 말단에 α(1→4) 글리코사이드 결합으로 포도당을 첨가함으로써 글리코젠 사슬을 첨차적으로 늘린다.
글리코젠 분지효소(glycogen branching enzyme)는 글리코젠 가지 사슬의 비환원 말단으로부터 6~7개의 포도당 말단 부분을 글리코젠 분자의 보다 안쪽에 있는 포도당 잔기의 6번 탄소(C-6)의 하이드록시기로 옮기는 것을 촉매한다. 글리코젠 분지효소는 적어도 11개의 잔기를 갖는 사슬에만 작용할 수 있고, 동일한 사슬 또는 인접한 사슬로 새로운 가지를 전달할 수 있다.

### 분해
글리코젠은 글리코젠 가인산분해효소(글리코젠 포스포릴레이스)에 의해 사슬의 비환원 말단으로부터 분해되어 포도당 1-인산을 생성한다.
|  |

생체 내에서 인산과 포도당 1-인산의 비율이 대개 100을 초과하기 때문에 가인산분해는 글리코젠 분해의 방향으로 진행된다. 그런 다음, 포도당 1-인산은 포스포글루코뮤테이스에 의해 포도당 6-인산으로 전환된다. 글리코젠의 α(1→6) 가지를 제거하고 사슬을 선형 중합체로 재형성시키기 위해서 글리코겐 탈분지효소(glycogen debranching enzyme)가 필요하다. 생성된 포도당 6-인산(G6P)은 다음의 세 가지 가능한 운명을 갖는다.
- 포도당 6-인산은 해당과정에서 계속 대사될 수 있으며 연료로 사용될 수 있다.
- 포도당 6-인산은 포도당 6-인산 탈수소효소를 통해 오탄당 인산 경로로 들어가서 NADPH와 오탄당을 생성할 수 있다.
- 간과 콩팥에서 포도당 6-인산은 포도당 6-인산가수분해효소(포도당 6-포스파테이스)에 의해 포도당으로 탈인산화될 수 있는데, 이는 포도당신생합성 경로의 마지막 단계이다.

## 임상 관련성

### 글리코젠 대사 장애
글리코젠 대사가 비정상적으로 일어나는 가장 흔한 질환은 비정상적인 인슐린 양 때문에 간의 글리코젠이 비정상적으로 축적되거나 고갈될 수 있는 당뇨병이다. 정상적인 포도당 대사의 회복은 보통 글리코젠 대사를 정상화시킨다.
과도한 인슐린에 의해 야기되는 저혈당에서는 간의 글리코젠 수치가 높은데, 높은 인슐린 수치는 정상적인 혈당량을 유지하는데 필요한 글리코젠 분해를 방해한다. 글루카곤의 사용은 이러한 유형의 저혈당에 대한 일반적인 치료법이다.
다양한 선천성 대사 이상은 글리코젠 합성이나 글리코젠 분해에 필요한 효소의 결핍으로 인해 발생한다. 이들을 총칭하여 당원병(glycogen storage disease)이라고 한다.

### 글리코젠 고갈과 지구력 운동
마라톤 선수, 크로스컨트리 스키 선수, 사이클 선수와 같은 장거리 운동 선수들은 종종 글리코젠 고갈을 경험한다. 글리코젠 고갈은 충분한 탄수화물의 섭취 없이 장시간 운동을 한 후에 운동선수의 글리코젠 저장량이 거의 바닥 났을 때 일어난다. 이러한 현상을 "히팅 더 월(hitting the wall)"이라고 한다. 마라톤의 경우 선수와 코스에 따라 다르지만, 마라톤 선수들은 보통 약 32 km 지점에서 이 현상을 경험한다.
글리코젠의 고갈은 가능한 세 가지 방법으로 예방할 수 있다. 첫째, 운동 중에 혈당으로의 전환률이 가장 높은 탄수화물(고혈당지수)을 지속적으로 섭취한다. 이 전략의 최선의 결과는 최대 80% 이상의 심장 박동에서 소비되는 포도당의 약 35%를 대체하는 것이다. 둘째, 지구력 적응 훈련과 특수 식이 요법(예: 단식 저강도 지구력 훈련)을 통해 신체는 I 형 근육 섬유를 조절하여 연료의 사용 효율과 작업 부하 용량을 모두 향상시켜 탄수화물의 사용을 분리시키고 연료로 사용되는 지방산의 비율을 증가시킬 수 있다. 셋째, 운동이나 식이의 결과로 글리코젠의 저장량을 고갈시킨 후에 많은 양의 탄수화물을 섭취함으로써 근육 내의 글리코젠 저장 용량을 증가시킬 수 있다. 이 과정을 탄수화물 로딩(carbohydrate loading)이라고 한다. 일반적으로 탄수화물 공급원의 혈당지수는 일시적인 글리코젠 고갈의 결과로 인한 근육의 인슐린 감수성이 증가하기 때문에 중요하지 않다.
글리코젠 부채를 경험할 때, 운동선수들은 움직이기 어려울 정도로 심한 피로를 경험하기도 한다. 참고로 세계 최고의 프로 사이클 선수들은 위의 세 가지 전략을 사용하여 글리코젠 고갈의 한계에 도달해 4~5시간 동안 경기를 한다.
고강도 운동 후에 운동 선수가 탄수화물과 카페인을 함께 섭취하면, 글리코젠의 저장량이 보다 빠르게 보충되는 경향이 있다. 그러나 글리코젠 축적에 임상적으로 유의미한 효과가 있는 카페인의 최소 투여량은 정해지지 않았다.

## 같이 보기
- 녹말
- 키틴
- 펩티도글리칸
- 글리코겐 저장질환